# Odônimo

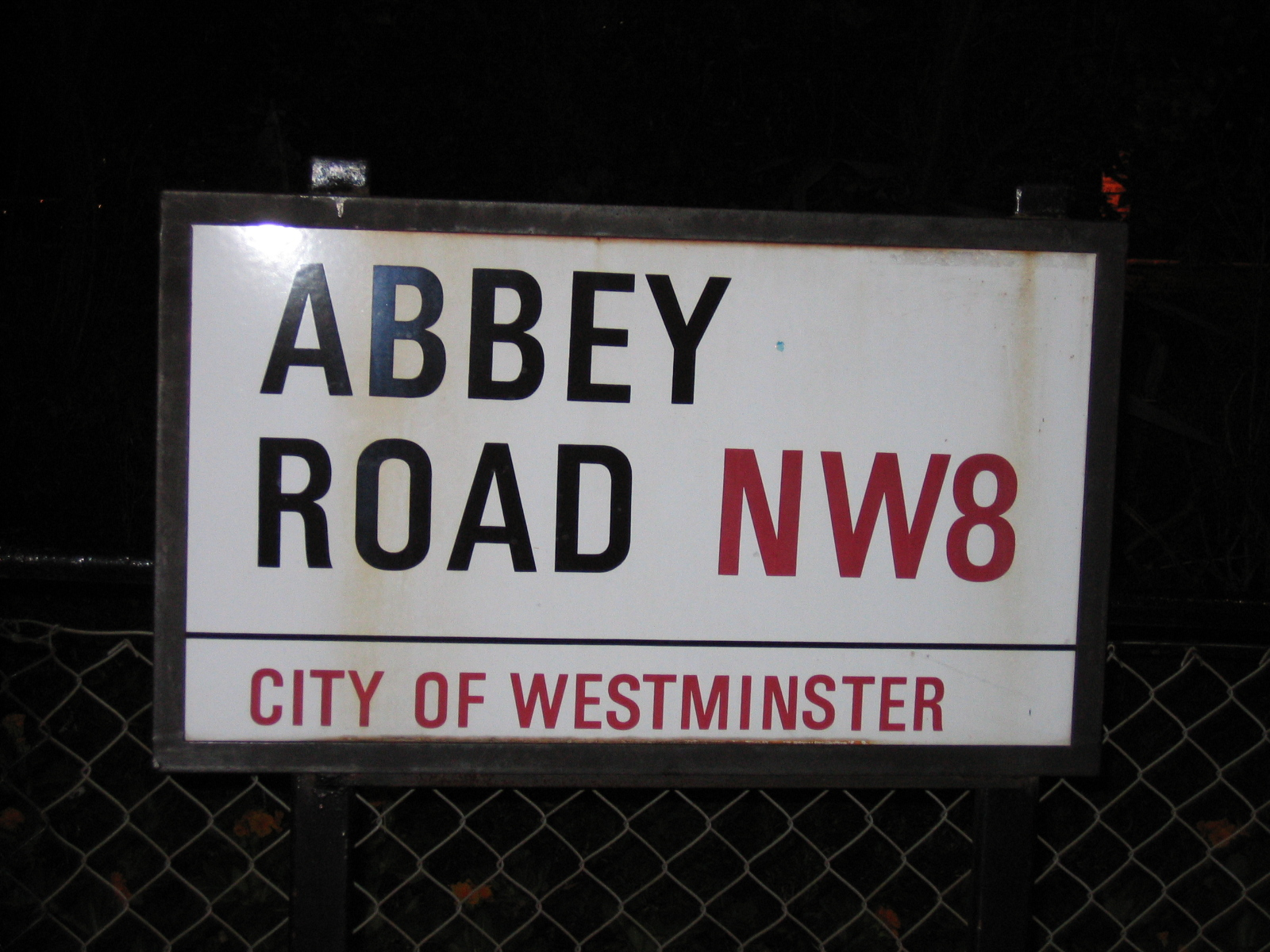
Abbey Road em Londres

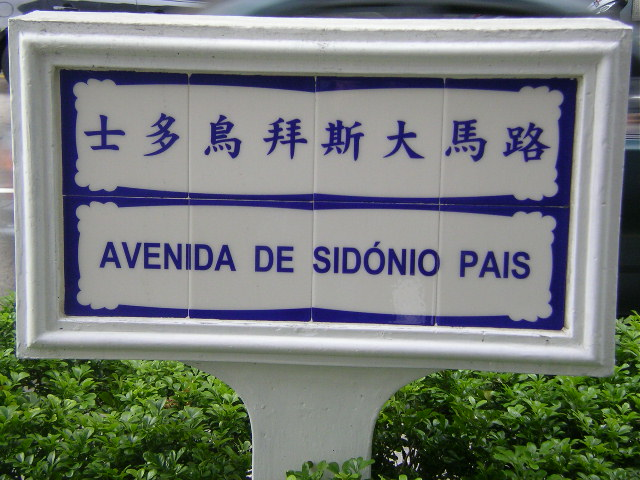
Uma placa bilíngue em Macau com o nome da rua em chinês e português

Um nome de rua é um nome de identificação dado a uma rua ou estrada. Na terminologia toponímica, os nomes de ruas e estradas são chamados de odônimos ou hodônimos (do grego antigo ὁδός hodós 'estrada' e ὄνυμα ónuma 'nome', ou seja, a forma dórica e eólica de ὄνομα ónoma 'nome'). O nome da rua geralmente faz parte do endereço (embora endereços em algumas partes do mundo, principalmente na maior parte do Japão, não façam referência aos nomes das ruas). Os imóveis geralmente recebem números ao longo da rua para ajudar a identificá-los. Odonímia é o estudo dos nomes de estradas.

## Renomeação de ruas
Os nomes das ruas geralmente são renomeados após revoluções políticas e mudanças de regime por razões ideológicas. Na Romênia pós-socialista, depois de 1989, a percentagem de renomeação de ruas variou entre 6% em Bucareste, 8% em Sibiu e 26% em Timișoara.
Os nomes das ruas podem ser alterados com relativa facilidade pelas autoridades municipais por vários motivos. Às vezes, as ruas são renomeadas para refletir uma comunidade étnica em mudança ou anteriormente não reconhecida ou para homenagear políticos ou heróis locais. Em cidades como Genebra, Bruxelas, Namur e Poznań foram recentemente tomadas iniciativas para dar nomes ou renomear mais ruas e outros espaços públicos com o nome de mulheres.
Em resposta à Resolução 3379 da Assembleia Geral das Nações Unidas, Israel renomeou as ruas chamadas "Avenida ONU" em Haifa, Jerusalém e Tel Aviv para "Avenida do Sionismo".